# 新奇咖啡馆
40°57′55.23″N 5°39′49.09″W / 40.9653417°N 5.6636361°W

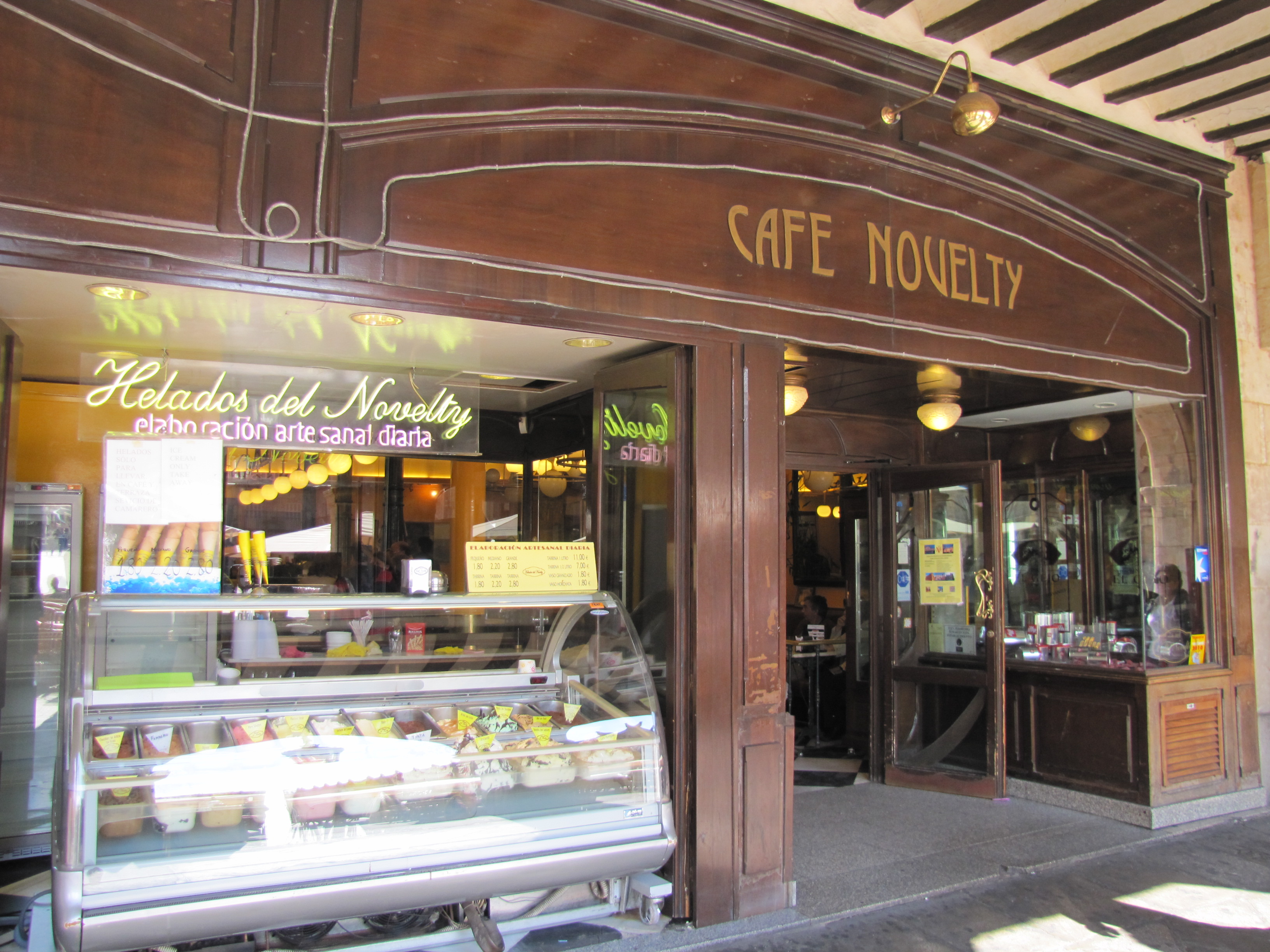
入口

新奇咖啡馆（Café Novelty）是西班牙城市萨拉曼卡最古老的咖啡馆，1905年开设，位于该市的主广场马约尔广场。 它的第一个业主是加西亚兄弟。从西班牙内战开始到1964年，它被称为国家咖啡馆（Café Nacional）。当时它有现在的4倍大，由于优越的地理位置，很快成为作家、艺术家和政治家喜爱的聚会场所。

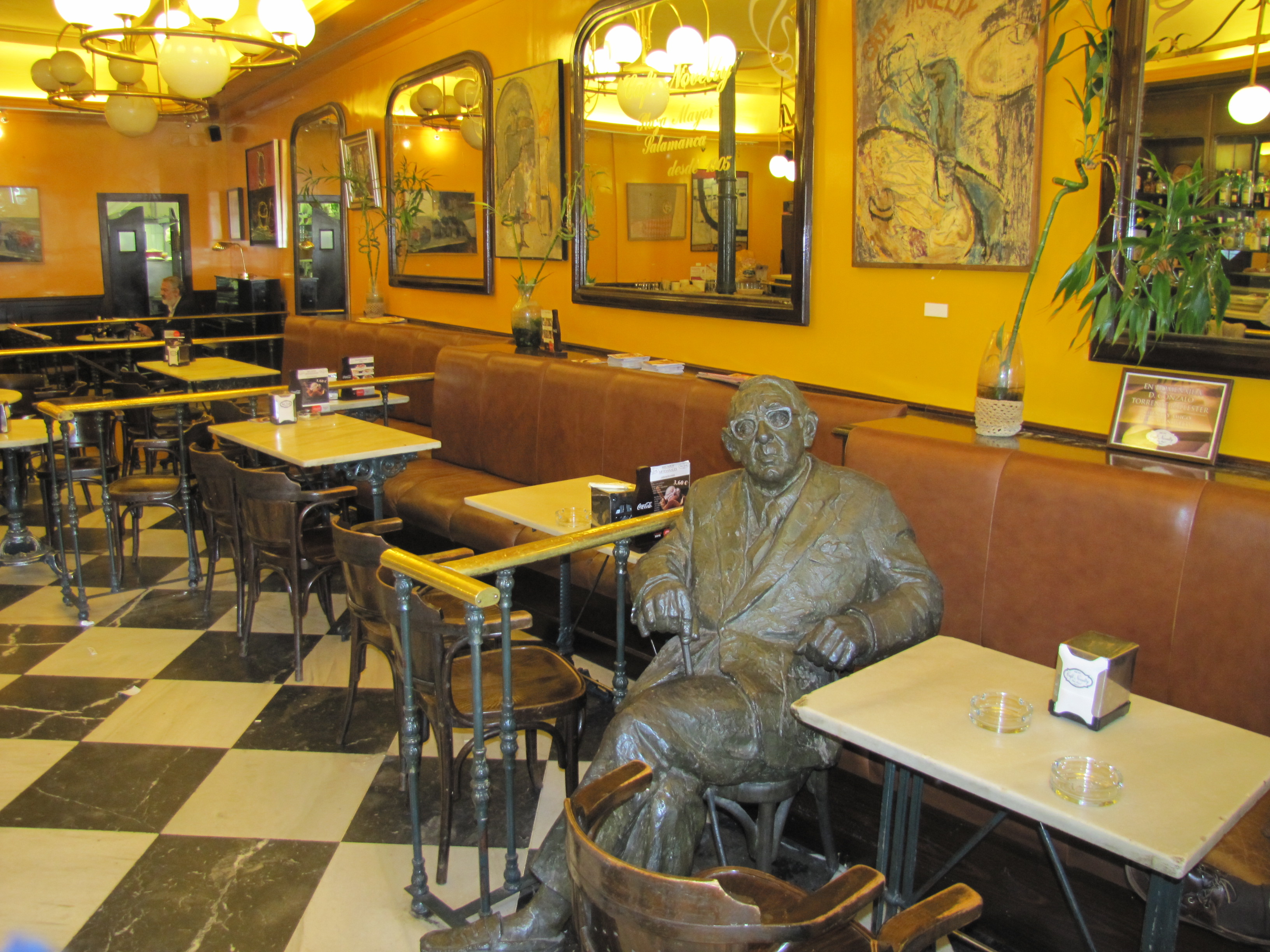
Gonzalo Torrente Ballester雕像